# Roberto Bonola
Roberto Bonola (Bologna, 14 novembre 1874 – Bologna, 16 maggio 1911) è stato un matematico italiano.

## Biografia
Si laurea presso l'Università di Bologna nel 1898 con una tesi sulla geometria non euclidea, discussa con Federigo Enriques. Nel 1900 diventa insegnante di matematica presso l'Università di Palermo e nel 1901 è nominato assistente presso l'Università di Pavia, dove nel 1908 diventa titolare della cattedra di geometria proiettiva e descrittiva. Nel 1911, poco prima della morte, diventa professore di matematica presso l'Istituto Superiore di Magistero Femminile di Roma.
Bonola è conosciuto soprattutto per un libro sulla storia della geometria non euclidea, "La geometria non euclidea. Esposizione storico critica del suo sviluppo", edito da Zanichelli nel 1906 (ristampa nel 1975). L'opera è stata tradotta in tedesco da Heinrich Liebmann nel 1908, ed in inglese da Horatio Scott Carslaw nel 1912 (ristampa dell'editrice Dover nel 1955 con integrazione di articoli di Nikolaj Ivanovič Lobačevskij e János Bolyai).
Bonola è stato uno dei principali ideatori della pubblicazione della Enciclopedia delle matematiche elementari e complementi, edita da Hoepli.